# 引き戻し (圏論)
圏論という数学の分野において，引き戻し（ひきもどし，英: pullback），あるいはファイバー積 (fiber/fibre/fibered product)，デカルトの四角形 (Cartesian square) とは，共通の終域を持つ2つの射 f: X → Z, g: Y → Z からなる図式の極限である．引き戻しはしばしば
P = X ×Z Y
と書かれ，2つの自然な射 P → X, P → Y を備えている．2つの射の引き戻しが存在するとは限らないが，存在すれば2つの射から本質的に一意に定義される．多くの状況において，X ×Z Y は，元 x ∈ X と y ∈ Y の対 (x, y) であって f(x) = g(y) なるものからなるものと直観的に考えることができる．一般の定義には普遍性が用いられ，このことを本質的な理由として，引き戻しは2つの与えられた射を可換四角形に適合させる「最も一般の」方法である．
引き戻しの双対概念は押し出し (pushout) である．

## 普遍性
明示的には，2つの射 f, g の引き戻しは，対象 P と2つの射 p1: P → X と p2: P → Y であって次の図式が可換となるものからなる：

引き戻しの可換図式

さらに，引き戻し (P, p1, p2) はこの図式について普遍的でなければならない，つまり，別のそのような3つ組 (Q, q1, q2) であって次の図式が可換であるような任意のものに対して，一意的な u: Q → P（仲介射 (mediating morphism) と呼ばれる）が存在して
{\displaystyle p_{2}\circ u=q_{2},\qquad p_{1}\circ u=q_{1}}
とならなければならない．

すべての普遍的な構成がそうであるように，引き戻しは，存在すれば，同型を除いて一意である．実際，同じ cospan X → Z ← Y の2つの引き戻し (A, a1, a2) と (B, b1, b2) が与えられると，A と B の間の引き戻し構造を尊重した一意的な同型が存在する．

## 弱い引き戻し
余スパンX → Z ← Y の弱引き戻し (weak pullback) は「弱い普遍性」しか持たない（つまり、上記の仲介射 u: Q → P が一意であることを要求しない）ような余スパン上の錐を言う。

## 引き戻しと積
引き戻しは積と似ているが，同じではない．射 f, g と対象 Z の存在を「忘れる」ことによって積が得られる．このとき2つの対象 X, Y のみを持ちそれらの間に何の射もない離散圏が残るが，この離散圏は通常の二項積を構成するための添字集合として用いることができる．したがって，引き戻しは付加構造を持った通常の（デカルト）積と考えることができる．Z, f, g を「忘れる」代わりに，それらを「自明化」することも Z を終対象（存在は仮定する）に特殊化すれば可能で（この場合 f と g は一意に決まって，しかも何の情報も与えない），この cospan の引き戻しは X と Y の積と見ることができる．

## 例

### 可換環

可換環の圏は引き戻しを持つ．

（単位元を持つ）可換環の圏 CRing において，引き戻しはファイバー積と呼ばれる．
A, B, C ∈ Ob(CRing),
α : A → C ∈ Hom(CRing),
β : B → C ∈ Hom(CRing)
とする．したがって A, B, C は単位元を持つ可換環であり，α, β は単位元を保つ環準同型である．するとこの図式の引き戻しはデカルト積 A × B の部分環
{\displaystyle A\times _{C}B=\{(a,b)\in A\times B\mid \alpha (a)=\beta (b)\}}
と次で定義される射
{\displaystyle \beta '\colon A\times _{C}B\to A,\qquad \alpha '\colon A\times _{C}B\to B}
の組である：すべての {\displaystyle (a,b)\in A\times _{C}B} に対して {\displaystyle \beta '(a,b)=a} および {\displaystyle \alpha '(a,b)=b.} このとき
{\displaystyle \alpha \circ \beta '=\beta \circ \alpha '}
である．

### 集合
集合の圏において，f と g の引き戻しは集合
{\displaystyle X\times _{Z}Y=\{(x,y)\in X\times Y\mid f(x)=g(y)\}}
と射影 π1, π2 の X ×Z Y への制限の組である．
あるいは，Set における引き戻しを非対称的に
{\displaystyle X\times _{Z}Y\cong \coprod _{x\in X}g^{-1}[\{f(x)\}]\cong \coprod _{y\in Y}f^{-1}[\{g(y)\}]}
と見ることもできる．ここで {\textstyle \coprod } は非交和を表す（現れる各集合は、それぞれ f または g が単射でない限り交わりを持つことに注意）。前者の式の場合、射影 π1 は x を添字として取り出すこと、それと同時に π2 は添字であることを忘れて単に Y の元とみるものになっている。
この例は引き戻しを特徴づける別の方法を動機付ける，すなわち射 f ∘ p1, g ∘ p2: X × Y → Z のイコライザである，ただし X × Y は X と Y の二項積で，p1 と p2 は自然な射影である．これは二項積とイコライザを持つ任意の圏において引き戻しが存在することを示す．実は，極限の存在定理によって，終対象，二項積，イコライザを持つ圏において，すべての有限極限が存在する．

### ファイバー束
引き戻しの別の例はファイバー束の理論から来る．束写像 π: E → B と連続写像 f: X → B が与えられると，位相空間の圏における引き戻し X ×B E は引き戻し束と呼ばれる X 上のファイバー束である．付随する可換図式はファイバー束の射である．

### 逆像と共通部分
写像による集合の逆像は以下のように引き戻しとして記述できる．
f: A → B, B0 ⊆ B とする．g を包含写像 B0 ↪ B とする．このとき，（Set における）f と g の引き戻しは，原像 f−1[B0] と原像の A への包含
f−1[B0] ↪ A
と f の f−1[B0] への制限
f−1[B0] → B0
によって与えられる．
この例のため，一般の圏において射 f と単射 g の引き戻しは，g によって特定される部分対象の f による「原像」と思うことができる．同様に，2つの単射の引き戻しは2つの部分対象の「共通部分」と思うことができる．

## 性質
- 終対象 T を持つ任意の圏において，引き戻し X ×T Y は単に通常の積 X × Y である[2]．
- 単射は引き戻しで安定である，すなわち，上の射 f が単射であれば，射 p2 も単射であり，同様に，g が単射ならば p1 も単射である．
- 同型射も安定であり，したがって，例えば，任意の射 Y → X（射 X → X は恒等射）に対して X ×X Y ≅ Y である．
- アーベル圏はすべての引き戻しが存在し，次の意味で核を保つ： 引き戻し図式 を引き戻し図式とすると，誘導される射 ker(p2) → ker(f) と ker(p1) → ker(g) は同型である．したがってすべての引き戻し図式は次の形の可換図式を生じる，ただしすべての行と列は完全である：{\displaystyle {\begin{array}{ccccccc}&&&&0&&0\\&&&&\downarrow &&\downarrow \\&&&&L&=&L\\&&&&\downarrow &&\downarrow \\0&\to &K&\to &P&\to &Y\\&&\parallel &&\downarrow &&\downarrow \\0&\to &K&\to &X&\to &Z.\end{array}}}

- 自然な同型 (A×CB)×B D ≅ A×CD が存在する．明示的には，これが意味するのは：
  - 射 f: A → C, g: B → C, h: D → B が与えられ，
  - f と g の引き戻しが r: P → A と s: P → B によって与えられ，
  - s と h の引き戻しが t: Q → P と u: Q → D によって与えられるならば，
  - f と gh の引き戻しは rt: Q → A と u: Q → D によって与えられる．

図式的には，これが意味するのは，2つの引き戻し正方形を，1つの射を共有するように隣に並べると，真ん中の共有された射を無視して，大きい引き戻し正方形が得られる．
{\displaystyle {\begin{array}{ccccc}Q&{\xrightarrow {t}}&P&{\xrightarrow {r}}&A\\\downarrow _{u}&&\downarrow _{s}&&\downarrow _{f}\\D&{\xrightarrow {h}}&B&{\xrightarrow {g}}&C\end{array}}}
- 引き戻しと積を持つ任意の圏はイコライザを持つ．